# Matilde Camus
Matilde Camus (Santander, Cantabria, 26 de Setembro de 1919 — Santander, 28 de abril de 2012) foi uma poetisa e escritora espanhola.

## Vida e carreira
Aurora Matilde Gómez Camus nasceu em Santander, Cantabria, em 26 de setembro de 1919, filha de Francisco Gómez Landeras e Matilde Camus del Villar.
Na década de 1920, Matilde Camus frequentou o Colegio de San José, e mais tarde no Instituto de Santa Clara em sete anos. Casou-se com Justo Guisández García em 1943. Teve quatro filhos: Justo Francisco, Francisco Javier, Matilde e Miguel Ángel.
Matilde Camus escreveu o livro de poesia Voces em 1969.
Camus morreu em Santander, Cantabria, em 28 de abril de 2012.

## Obra

### Textos históricos e biografias
- Vicenta García Miranda, una poetisa extremeña.
- XL Aniversario del Centro de Estudios Montañeses (1976).
- Santander y el Nuevo Mundo (1979).
- Acciones de Guerra en Santander del séptimo ejército (1811-1813) (1979).
- Historia del Lugar de Monte (1985).
- Historia de San Román de la Llanilla (1986).
- Orizzonti di Gloria (1988).
- Efemérides del Lugar de Monte I (1989).
- Monasterio de San Pedro de Rocas y otras ermitas (1990).
- Historia del Lugar de Cueto I" (1990).
- Efemérides del Lugar de Peñacastillo" (1992).
- Historia del Lugar de Cueto II" (1992).
- Prolegómenos del Cementerio Protestante de Santander y su evolución histórica (1993).
- Efemérides del Lugar de Monte II (1995).
- Mayorazgo de la Casa Mantilla de Fontibre (Reinosa) (1999).

### Poesia
| - Voces, 1969. - Vuelo de estrellas, 1969. - Manantial de amor, 1972. - Bestiario poético, 1973. - Templo del Alba, 1974. - Siempre amor, 1976. - Cancionero de Liébana, 1977. - Corcel en el tiempo, 1979. - Perfiles, 1980. - He seguido tus huellas, 1981. - Testigo de tu marcha, 1981. | - Testimonio, 1982. - La preocupación de Miguel Ángel, 1982. - Tierra de palabras, 1983. - Coral montesino, 1983. - Raíz del recuerdo, 1984. - Cristales como enigmas, 1985. - Sin teclado de fiebre, 1986. - Santander en mi sentir, 1989. - Sin alcanzar la luz, 1989. - El color de mi cristal, 1990. - Tierra de mi Cantabria, 1991. | - Amor dorado, 1993. - Ronda de azules, 1994. - Vuelo de la mente, 1995. - Reflexiones a medianoche, 1996. - Mundo interior, 1997. - Fuerza creativa, 1998. - Clamor del pensamiento, 1999. - Cancionero multicolor, 1999. - La estrellita Giroldina, 1999. - Prisma de emociones, 2000. - Motivos alicantinos. |